# Peter Woodcock
Peter Woodcock (ur. 5 marca 1939 w Peterborough, zm. 5 marca 2010 w Penetanguishene) – kanadyjski seryjny morderca i gwałciciel. Zamordował 4 osoby, w tym troje dzieci, w Toronto w latach 1956–1957, gdy był jeszcze nastolatkiem.
Woodcock został aresztowany w 1957 roku za trzy morderstwa. Został prawnie uznany za chorego psychicznie i umieszczono go w zakładzie dla nerwowo i umysłowo chorych Oak Ridge w Penetanguishene w prowincji Ontario. W 1982 roku za zgodą sądu zmienił nazwisko na David Michael Krueger.
W lipcu 1991 roku, Woodcock zamordował swojego chorego umysłowo kolegę w czasie przebywania w szpitalu w Brockville w Ontario. W chwili zabójstwa Woodcock był nadzorowany przez innego pacjenta – Bruce'a Hamilla, który w 1984 roku w Ottawie brutalnie zamordował kobietę. Później został on uznany współwinnym zabójstwa w Brockville. Woodcocka i Hamilla osadzono ponownie w Oak Ridge. Woodcock zmarł w dniu swych 71 urodzin – 5 marca 2010 roku. 

## Ofiary Woodcocka
| Lp. | Ofiara         | Wiek | Data                |
| --- | -------------- | ---- | ------------------- |
| 1.  | Wayne Mallette | 7    | 15 września 1956    |
| 2.  | Gary Morris    | 9    | 6 października 1956 |
| 3.  | Carole Voyce   | 4    | 19 stycznia 1957    |
| 4.  | Dennis Kerr    | ?    | 13 lipca 1991       |